# Robert Cortell i Giner
Robert Cortell i Giner (Carcaixent, 1958) és un escriptor valencià. Estudià dret i és lletrat de la Sindicatura de Comptes, en la qual va exercir de secretari general des de desembre de 2012 fins a març de l'any 2018. Ha escrit llibres de poesia, de narrativa i de teatre infantil. L'any 2014 va rebre per la seua obra de poemes, Hores ingrates, un dels Premis Ciutat d'Alzira

## Algunes obres
- Jocs d'Ambigú, poesia Edicions 96, any 2001
- Als volts del desconcert, poesia, Editorial Comte d'Aure, any 2003
- Subtils desenganys, poesia, Edicions 96, any 2009 (XII Certamen de Poesia "Marc Granell Vila d'Almussafes 2008)
- Otras voces, poesia en castellà, Ediciones Vitruvio, any 2010
- Hores ingrates, poesia. Edicions Bromera, any 2015 (IX Premi de Poesia "Ibn Jafadja Ciutat d'Alzira" 2014)
- Memòria de la llum, poesia. Edicions del Sud, 2023 (VI Premi de Poesia "Torre de Piles" 2023)
- La societat benestant, narrativa curta, La Xara Edicions, any 2001
- Històries amb un gat, narrativa, La Xara Edicions, any 2003. L'ha reeditat El Petit Editor, any 2016
- El cas de les esqueles, teatre infantil, Brosquil Edicions, any 2002.